# Ниньтхуанская червеобразная ящерица
Ниньтхуанская червеобразная ящерица (лат. Dibamus tropcentr) — вид чешуйчатых пресмыкающихся из семейства червеобразных ящериц. Назван в честь Совместного Российско-Вьетнамского Тропического научно-исследовательского и технологического центра, в котором с момента его основания в 1989 году проводились исследования экологии и биоразнообразия Вьетнама.

## Описание
Длина тела без хвоста не превышает 9,62 см. Хвост относительно длинный, достигает 24,4—30 % длины тела. Имеются неполные губной, носовой и средний межчелюстной швы, боковые межчелюстные швы отсутствуют. Заглазничных щитка два. Первый нижнегубной щиток постеромедиально граничит с тремя-четырьмя чешуйками. Число поперечных рядов чешуй составляет 23—24 сразу за головой, 19—21 вокруг середины тела и 18—19 перед клоакой. Брюшных щитков 198—227, подхвостовых — 64—65. Спина, бока и хвост серовато-коричневые. Брюхо несколько светлее, а хвост — темнее. Голова розоватая. Клоакальная область тускло-белая. За головой имеется неполная синевато-серая поперечная полоса шириной 5—7 чешуек.

## Ареал и места обитания
Известен только с территории вьетнамской провинции Ниньтхуан на полуострове Завать и в долине реки Нуокнгот. Населяет сухие вечнозелёные леса с преобладанием Buchanania reticulata, Choerospondias axillaris, Pentaspadon annamense, Spondias pinnata и представителей рода Ormosia с подлеском из Pandanus cornifer и драцены на высоте 200—280 м над уровнем моря.

## Численность
Авторы описания ниньтхуанской червеобразной ящерицы указывают, что вид по-видимому является локально многочисленным, но приурочен к специфичным микростациям в сухих низменных приморских вечнозелёных лесах, которые интенсивно разрушаются из-за развития сельского хозяйства, инфраструктуры и туризма во Вьетнаме. В связи с этим, они предлагают отнести вид к категории уязвимых по МСОП.